# José María Soler García
José María Soler García (Villena, 30 de setembro de 1905 — 25 de agosto de 1996) foi um arqueólogo, historiador, investigador, lingüista e folclorista espanhol. É a pessoa que estudou Villena e sua região em maior profundidade e em um maior número de áreas, já que todas as pesquisas foram sempre no sentido de escrutar o que concernia a sua cidade natal.
Fundou o museu arqueológico da cidade, ao qual se deu o nome em sua homenagem depois de descoberto o Tesouro do cabeça redonda e de Vilhena. A Fundação municipal José María Soler, constituída após a sua morte, tem como missão manter o seu legado cultural e convoca todos os anos Prémios de Investigação em vários níveis sobre a cidade e a área circundante.

## Biografia
Nasceu em 1905, filho de um advogado vilhenense. Na sua juventude distinguiu pela sua participação em várias actividades culturais, escreveu na imprensa local e foi diretor de um grupo teatral de amadores. Já naquele momento era popular na cidade pela sua cultura e conhecimentos. Ingressou em Correios em 1917 em Madrid e em 1925 foi destinado a Villena. Durante esta época trabalhava distribuindo e-mail e passava muitas horas na biblioteca do casino de Cieza. Em 1936 chegou a chefe dos Correios de Villena.
Durante a Guerra civil espanhola foi mobilizado pelo exército republicano, mas só realizou funções postais. Ao voltar a Villena em 1939 foi deposto do seu cargo em Correios e preso "por seu auxílio à rebelião", mas foi libertado pouco depois. É então, durante os primeiros anos do pós-guerra e com a cidade dominada por uma minoria vencedora com a qual estava em desacordo, quando se enclausura em casa e começa suas primeiras indagações históricas e arqueológicas. Para ganhar a vida, teve de trabalhar como professor de uma academia privada, e posteriormente como contabilista e chefe de escritório, entre outros pequenos trabalhos.
Além disso, foi cronista e arquiveiro de Villena em 1950 e também, a partir desse mesmo ano, o comissário local de escavações arqueológicas. Em 1957 fundou o museu arqueológico com os materiais que tinha sido recopilando desde 1940. Ao descobrir, em 1963, primeiro o Tesouro do cabeça redonda e depois o de Villena, foi designado "director perpétuo" do museu, que passou a chamar em sua honra Museu Arqueológico "José María Soler". Sempre permaneceu solteiro e residiu, juntamente com uma irmã também solteira, na sua própria casa natal. Já desde a década de 1950 pertenceu a diversos centros e instituições provinciais e regionais da Comunidade Valenciana. Em 1970 recuperou de forma simbólica o seu posto em Correios, uma vez que já se aposentar. Seguiu pesquisando e publicando praticamente até a sua morte, que ocorreu em 1996. Seus restos descansam no Panteão de ilustres de Vilhena.

## Trajetória

### Arqueologia

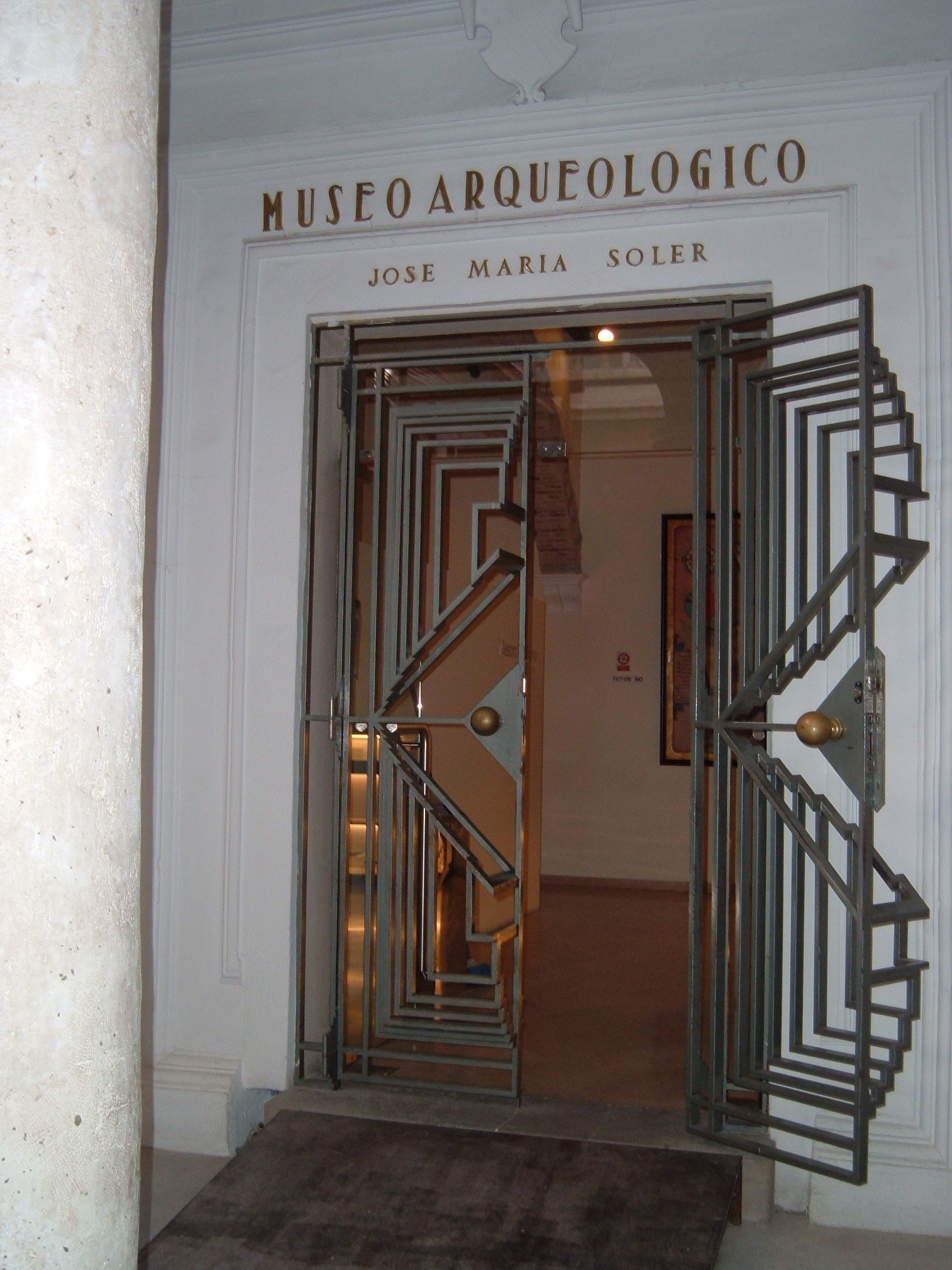
Entrada do Museu Arqueológico "José María Soler"

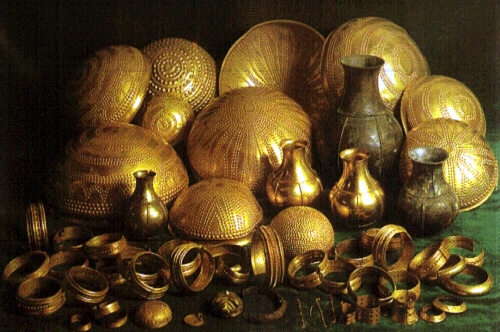
Conjunto do Tesouro de Villena

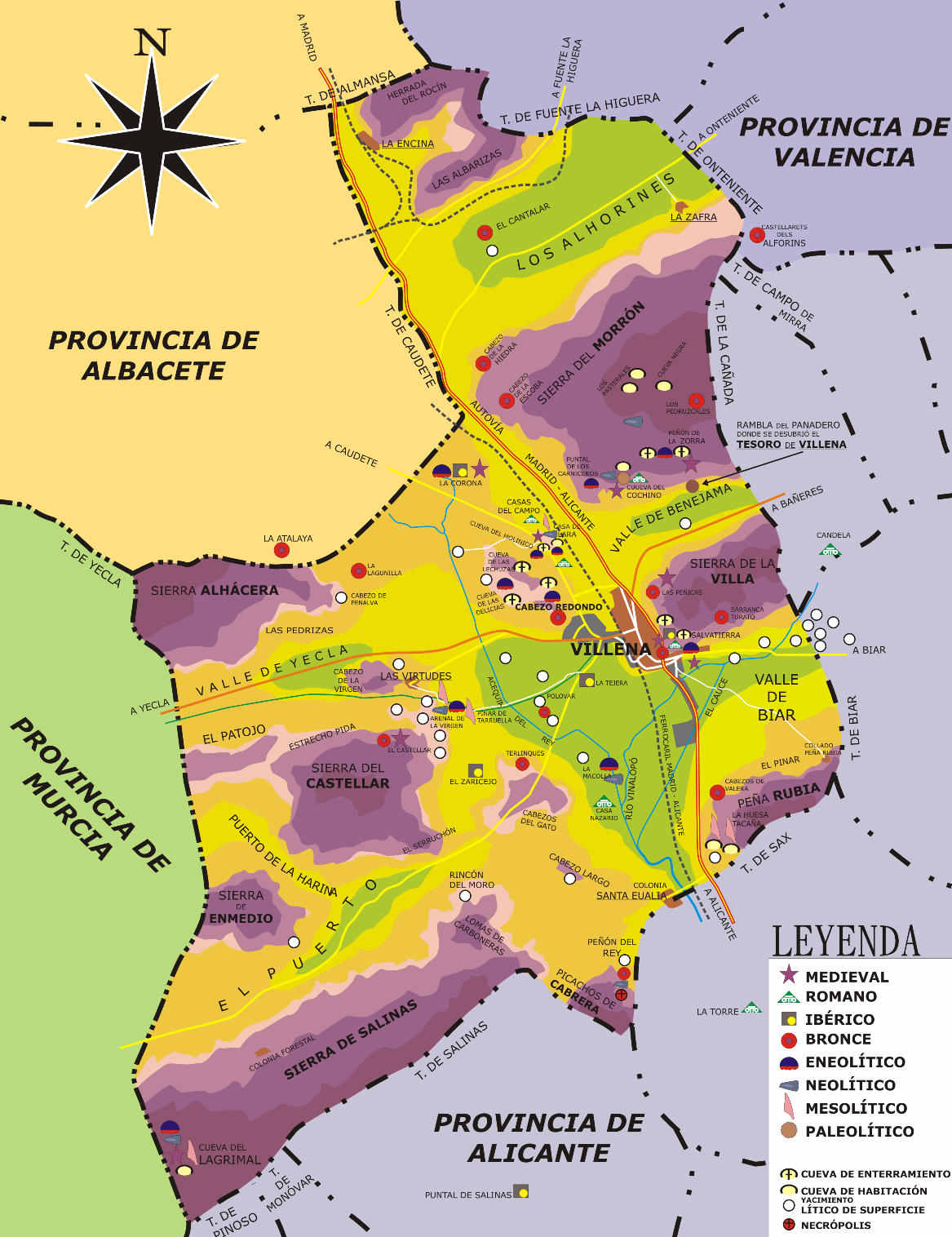
Mapa dos sítios arqueológicos do termo de Villena, a maioria dos quais são achados de Soler

Em 1939, após a Guerra civil espanhola, Soler dedicou a maior parte de sua atividade investigadora à arqueologia da região. Durante muitos anos realizou uma notável trabalho de campo dedicada à prospecção da comarca villenense, descobrindo povoados e restos pré-históricos entre os quais destacam-se o mais antigo, a caverna do Cochim, um assentamento da época musteriense no Paleolítico médio e excepcional povoado do Bronze conhecido como Cabeça Redondo, com singulares circunstâncias que o tornam um dos mais importantes desta época em Espanha.
Não menos de vinte assentamentos pré-históricos foram descobertos na região villenense por José María Soler e neles efetuou um meritório trabalho de escavação e estudo, com uns resultados tangíveis que podem admirar no Museu Arqueológico. Ali encontram-se os abundantes materiais provenientes das descobertas e escavações realizadas por Soler, uma tarefa levada a cabo pessoalmente, com o esporádico auxílio de algum colaborador e praticamente sem meios nem ajudas oficiais.
Seu principal achado foi o Tesouro de Villena, encontrado em 1963, e que, composto por 66 peças, quase todos de ouro, é o tesouro de vasilha áurea mais importante de Espanha e o segundo de toda Europa, só superado pelo de Tumbas Reais de Micenas, Grécia.

### Publicações
Soler escreveu vários livros sobre os seus trabalhos arqueológicos, alguns outros de pesquisa histórica ou folclórica e até mesmo um dicionário sobre as Variantes dialectais do espanhol em Villena. Além disso, disse dezenas de palestras e escreveu centenas de artigos em jornais e revistas de muito variada natureza, tanto a nível local como regional e nacional. Em seguida segue uma lista de seus livros publicados:
- Arqueologia
  - 1956: El yacimiento musteriense de "La Cueva del Cochino" (Villena-Alicante)
  - 1965: El tesoro de Villena
  - 1969: El oro de los tesoros de Villena
  - 1981: El Eneolítico en Villena
  - 1987: Excavaciones arqueológicas en el Cabezo Redondo (Villena, Alicante)
  - 1991: La Cueva del Lagrimal
  - 1993: Guía de los yacimientos y del Museo de Villena
- História
  - 1948: Crónica de las Fiestas de septiembre de 1948
  - 1969: La Relación de Villena de 1575
  - 1976: Villena: Prehistoria - Historia - Monumentos
  - 1981-1988: Historia de Villena
  - 1993: La colección numismática de José Mª Soler
  - 2006: Historia de Villena: desde la Prehistoria hasta el siglo XVIII (reed. 2009)
- Linguística
  - 1993: Dicionario villenero (reed. 2005)
- Música e folclore
  - 1979: El Polifonista villenense Ambrosio Cotes
  - 1986: Cancionero popular de Villena (reed. 2005)[8]
- Temas variados
  - 1958: Bibliografía de Villena y su Partido Judicial
  - 1976: I Congreso Nacional de Fiestas de Moros y Cristianos
  - 1984: Soldadescas, Comparsas y Toros

## Condecorações
Entre outras de menor entidade, as distinções mais importantes que recebeu foram as seguintes:
- Premio de Musicoloxía do CSIC, polo Cancionero popular de Villena (1949)[9]
- Medalha de Ouro de Villena (18 de maio de 1973)[4]
- Medalha de Bronze ao mérito nas Belas Artes (8 de maio de 1980)[4]
- Prêmio Montaigne da Fundación FvS de Hamburgo (1981)[10][11]
- Nomeamento como Doutor honoris causa pela Universidade de Alicante (1985)[10]
- Medalha de Ouro da Província de Alicante (1991)[10]

Ademais, o Concello de Villena dedicoulhe uma rua do centro em 1979.